# Абрикосовское сельское поселение (Первомайский район)
Абрикосовское се́льское поселе́ние (укр. Абрикосівське сільське поселення, крымскотат. Орджакъ Джабу кой юрту, Orcaq Cabu köy yurtu) — муниципальное образование в составе  Первомайского района Республики Крым России. Законом «Об установлении границ муниципальных образований и статусе муниципальных образований в Республике Крым» от 4 июня 2014 года территория административной единицы была объявлена муниципальным образованием со статусом сельского поселения.
Административный центр и единственный населённый пункт поселения  — село Абрикосово.

## География
Поселение расположено в северо-восточной части района, в степном Крыму, в верховьях Чатырлыкской балки, у границы с Джанкойским районом. Граничит на севере со Островским, на западе со Крестьяновским и на юге с Октябрьским сельскими поселениями (согласно административному делению Украины — с соответствующими сельсоветами).
Площадь поселения 33,11 км².
Транспортное сообщение осуществляется по региональной автодороге 35Н-413 от шоссе Красноперекопск — Симферополь (по украинской классификации — С-0-11029).

## Население
| 2001 | 2014 | 2015 | 2016 | 2017 | 2018 | 2019 |
| ---- | ---- | ---- | ---- | ---- | ---- | ---- |
| 1030 | ↘777 | ↗778 | ↘771 | ↘761 | ↘737 | ↘723 |
| 2020 | 2021 |      |      |      |      |      |
| ↗726 | ↗758 |      |      |      |      |      |